# Eugenio Cestari
Eugenio Cestari (Sesto San Giovanni, 30 giugno 1922 – ...) è stato un calciatore italiano, di ruolo difensore.

## Caratteristiche tecniche
Giocava come terzino destro.

## Carriera
Dal 1940 al 1945 ha fatto parte della rosa del Milan, con cui ha giocato solo alcune partite amichevoli. Disputa nel 1945 il Torneo Lombardo con il Pavia.
Debutta in Serie B nella stagione 1946-1947 con il Seregno, disputando tre campionati cadetti prima della retrocessione in Serie C avvenuta nel 1949.
Al termine della stagione 1949-1950 raggiunge nuovamente con i lombardi la Serie B e vi disputa un altro campionato prima della nuova retrocessione in Serie C. In totale conta 105 presenze nei quattro campionati cadetti giocati con la maglia del Seregno.

## Palmarès

### Club

#### Competizioni nazionali
- Serie C: 1

Seregno: 1949-1950